# Llista de monuments del Matarranya
Llista de monuments del Matarranya inclosos en el registre de béns arquitectònics del patrimoni cultural aragonès per la comarca del Matarranya. Inclou els classificats com a Béns d'Interès Cultural i com a Béns Catalogats.
| Monument                                  | Tipus              | Localització                                                                                 | Coordenades                                          | Codi?                 | Imatge |
| ----------------------------------------- | ------------------ | -------------------------------------------------------------------------------------------- | ---------------------------------------------------- | --------------------- | --- |
| Església de l'Assumpció                   | BIC Arq. religiosa | Arenys de Lledó                                                                              | 40° 59′ 36″ N, 0° 16′ 17″ E / 40.993276°N,0.271382°E | RI-51-0010843         | Església de l'Assumpció (Arenys de Lledó) · Vegeu més fotos d'aquest monument · Carregueu una nova foto d'aquest monument            |
| Fort de Cabrera                           | BIC                | Beseit                                                                                       | 40° 49′ 18″ N, 0° 11′ 46″ E / 40.821612°N,0.196032°E | 1-INM-TER-027-037-021 | Fort de Cabrera (Beseit) · Vegeu més fotos d'aquest monument · Carregueu una nova foto d'aquest monument                             |
| Torre                                     | BIC                | Calaceit                                                                                     | 41° 00′ 58″ N, 0° 11′ 17″ E / 41.016114°N,0.188130°E | 1-INM-TER-027-049-046 | Torre (Calaceit) · Vegeu més fotos d'aquest monument · Carregueu una nova foto d'aquest monument                                     |
| Església de l'Assumpció                   | BIC Arq. religiosa | Calaceit                                                                                     | 41° 01′ 00″ N, 0° 11′ 17″ E / 41.016780°N,0.188078°E | RI-51-0010844         | Església de l'Assumpció (Calaceit) · Vegeu més fotos d'aquest monument · Carregueu una nova foto d'aquest monument                   |
| Vila de Calaceit                          | BIC                | Calaceit                                                                                     | 41° 00′ 59″ N, 0° 11′ 17″ E / 41.016512°N,0.188082°E | RI-51-0012089         | Vila de Calaceit · Vegeu més fotos d'aquest monument · Carregueu una nova foto d'aquest monument                                     |
| Poblat iber de San Antonio                | BIC                | Calaceit el cim sud del turó de Sant Cristòfol, a un quilòmetre de la localitat de Calaceit. | 41° 00′ 17″ N, 0° 11′ 07″ E / 41.0046°N,0.185364°E   | RI-55-0000048         | Poblat ibèric de San Antonio · Vegeu més fotos d'aquest monument · Carregueu una nova foto d'aquest monument                         |
| Església de l'Assumpció                   | BIC Arq. religiosa | Cretes                                                                                       | 40° 55′ 43″ N, 0° 12′ 42″ E / 40.928578°N,0.211749°E | RI-51-0010845         | Església de l'Assumpció (Cretes) · Vegeu més fotos d'aquest monument · Carregueu una nova foto d'aquest monument                     |
| Ermita de la Misericòrdia                 | BC                 | Cretes                                                                                       | 40° 56′ 06″ N, 0° 13′ 18″ E / 40.935026°N,0.221798°E | 1-INM-TER-027-086-023 | Ermita de la Misericòrdia (Cretes) · Vegeu més fotos d'aquest monument · Carregueu una nova foto d'aquest monument                   |
| La Torreta o torre de la Presó            | BIC                | Fondespatla                                                                                  | 40° 48′ 26″ N, 0° 03′ 51″ E / 40.807333°N,0.064136°E | 1-INM-TER-027-114-005 | La Torreta (Fondespatla) · Vegeu més fotos d'aquest monument · Carregueu una nova foto d'aquest monument                             |
| Casa consistorial o Ajuntament            | BC                 | Fondespatla C. Major, 2                                                                      | 40° 48′ 24″ N, 0° 03′ 51″ E / 40.806677°N,0.064177°E | 7-INM-TER-027-114-001 | Casa consistorial (Fondespatla) · Vegeu més fotos d'aquest monument · Carregueu una nova foto d'aquest monument                      |
| Castell                                   | BIC                | Fórnols de Matarranya                                                                        |                                                      | 1-INM-TER-027-105-001 | Carregueu una nova foto d'aquest monument                                                                                            |
| Santuari de Montserrat                    | BIC Arq. religiosa | Fórnols de Matarranya                                                                        | 40° 54′ 05″ N, 0° 01′ 39″ O / 40.901424°N,0.027620°O | RI-51-0004889         | Santuari de Montserrat (Fórnols de Matarranya) · Vegeu més fotos d'aquest monument · Carregueu una nova foto d'aquest monument       |
| Castell de Santa Bàrbara                  | BIC Arq. militar   | La Freixneda                                                                                 | 40° 55′ 46″ N, 0° 04′ 24″ E / 40.929385°N,0.073213°E | 1-INM-TER-027-108-007 | Castell de Santa Bàrbara (la Freixneda) · Vegeu més fotos d'aquest monument · Carregueu una nova foto d'aquest monument              |
| Casa consistorial                         | BIC Arq. pública   | La Freixneda                                                                                 | 40° 55′ 43″ N, 0° 04′ 27″ E / 40.928539°N,0.074284°E | RI-51-0010898         | Casa consistorial (la Freixneda) · Vegeu més fotos d'aquest monument · Carregueu una nova foto d'aquest monument                     |
| Santuari de la Mare de Déu de Gràcia      | BIC Arq. religiosa | La Freixneda                                                                                 | 40° 55′ 23″ N, 0° 02′ 21″ E / 40.923037°N,0.039059°E | RI-51-0010848         | Santuari de la Mare de Déu de Gràcia (la Freixneda) · Vegeu més fotos d'aquest monument · Carregueu una nova foto d'aquest monument  |
| Església de Sant Jaume                    | BIC Arq. religiosa | Lledó d'Algars                                                                               | 40° 57′ 18″ N, 0° 16′ 38″ E / 40.954982°N,0.277166°E | RI-51-0010849         | Església de Sant Jaume (Lledó d'Algars) · Vegeu més fotos d'aquest monument · Carregueu una nova foto d'aquest monument              |
| Torre adossada a l'Església               | BIC                | Massalió                                                                                     |                                                      | 1-INM-TER-027-147-004 | Carregueu una nova foto d'aquest monument                                                                                            |
| Castell                                   | BIC                | Massalió                                                                                     |                                                      | 1-INM-TER-027-147-005 | Carregueu una nova foto d'aquest monument                                                                                            |
| Casa consistorial                         | BIC Arq. pública   | Massalió                                                                                     | 41° 02′ 59″ N, 0° 06′ 14″ E / 41.049673°N,0.103804°E | RI-51-0010850         | Casa consistorial (Massalió) · Vegeu més fotos d'aquest monument · Carregueu una nova foto d'aquest monument                         |
| Església de Santa Maria la Major          | BC                 | Massalió                                                                                     | 41° 03′ 00″ N, 0° 06′ 15″ E / 41.049907°N,0.104174°E | 1-INM-TER-027-147-001 | Església de Santa Maria la Major (Massalió) · Vegeu més fotos d'aquest monument · Carregueu una nova foto d'aquest monument          |
| Castell de la Mola                        | BIC                | Mont-roig de Tastavins                                                                       | 40° 47′ 17″ N, 0° 02′ 01″ O / 40.78815°N,0.033493°O  | 1-INM-TER-027-154-107 | Carregueu una nova foto d'aquest monument                                                                                            |
| Castell                                   | BIC                | Pena-roja                                                                                    |                                                      | 1-INM-TER-027-179-002 | Carregueu una nova foto d'aquest monument                                                                                            |
| Església i Torre de Santa Maria la Major  | BIC Arq. religiosa | Pena-roja                                                                                    | 40° 45′ 19″ N, 0° 02′ 23″ E / 40.755215°N,0.039592°E | RI-51-0010851         | Església i Torre de Santa Maria la Major (Pena-roja) · Vegeu més fotos d'aquest monument · Carregueu una nova foto d'aquest monument |
| Ermita Santuari de la Verge de la Font    | BIC Arq. religiosa | Pena-roja A 2 km del nucli urbà junt al pont sobre el riu de Tastavins                       | 40° 46′ 12″ N, 0° 01′ 57″ E / 40.769956°N,0.032481°E | RI-51-0000930         | Ermita Santuari de la Verge de la Font (Pena-roja) · Vegeu més fotos d'aquest monument · Carregueu una nova foto d'aquest monument   |
| Ajuntament                                | BIC Arq. pública   | La Portellada                                                                                | 40° 52′ 58″ N, 0° 03′ 26″ E / 40.882768°N,0.057291°E | RI-51-0004726         | Ajuntament (la Portella) · Vegeu més fotos d'aquest monument · Carregueu una nova foto d'aquest monument                             |
| Església de Nostra Senyora de l'Assumpció | BIC Arq. religiosa | Ràfels                                                                                       | 40° 50′ 15″ N, 0° 01′ 14″ E / 40.837431°N,0.020520°E | RI-51-0010853         | Església de Nostra Senyora de l'Assumpció (Ràfels) · Vegeu més fotos d'aquest monument · Carregueu una nova foto d'aquest monument   |
| Església de Santa Maria la Major          | BIC Arq. religiosa | Vall-de-roures                                                                               | 40° 52′ 33″ N, 0° 09′ 20″ E / 40.875811°N,0.155467°E | RI-51-0004757         | Església de Santa Maria la Major (Vall-de-roures) · Vegeu més fotos d'aquest monument · Carregueu una nova foto d'aquest monument    |
| Ajuntament                                | BIC Arq. pública   | Vall-de-roures                                                                               | 40° 52′ 30″ N, 0° 09′ 17″ E / 40.875052°N,0.154633°E | RI-51-0004681         | Ajuntament (Vall-de-roures) · Vegeu més fotos d'aquest monument · Carregueu una nova foto d'aquest monument                          |
| Castell de Vall-de-roures                 | BIC Arq. militar   | Vall-de-roures A la part alta del poble junt a l'església parroquial                         | 40° 52′ 33″ N, 0° 09′ 18″ E / 40.875953°N,0.154990°E | RI-51-0000931         | Castell de Vall-de-roures · Vegeu més fotos d'aquest monument · Carregueu una nova foto d'aquest monument                            |
| Torreó                                    | BIC                | Vall-de-roures                                                                               | 40° 52′ 32″ N, 0° 09′ 21″ E / 40.875553°N,0.155940°E | 1-INM-TER-027-246-013 | Carregueu una nova foto d'aquest monument                                                                                            |
| Ermita de Santa Bàrbara                   | BIC                | Valljunquera                                                                                 | 40° 56′ 59″ N, 0° 01′ 17″ E / 40.949806°N,0.021278°E | 1-INM-TER-027-247-006 | Ermita de Santa Bàrbara (Valljunquera) · Carregueu una nova foto d'aquest monument                                                   |